# Wesak Acquariano
Il Wesak Acquariano è un rituale divulgato nel XX secolo dal movimento teosofico, e più specificatamente da Alice Bailey. Il rito si ispira al Vesak buddhista, una festa sacra durante la quale si celebra la nascita, l'illuminazione e il distacco dal corpo del Buddha come essere liberato, che avviene ogni plenilunio di maggio o in tale periodo (a seconda dei vari tipi di calendari in uso nelle diverse scuole buddiste e tibetane).

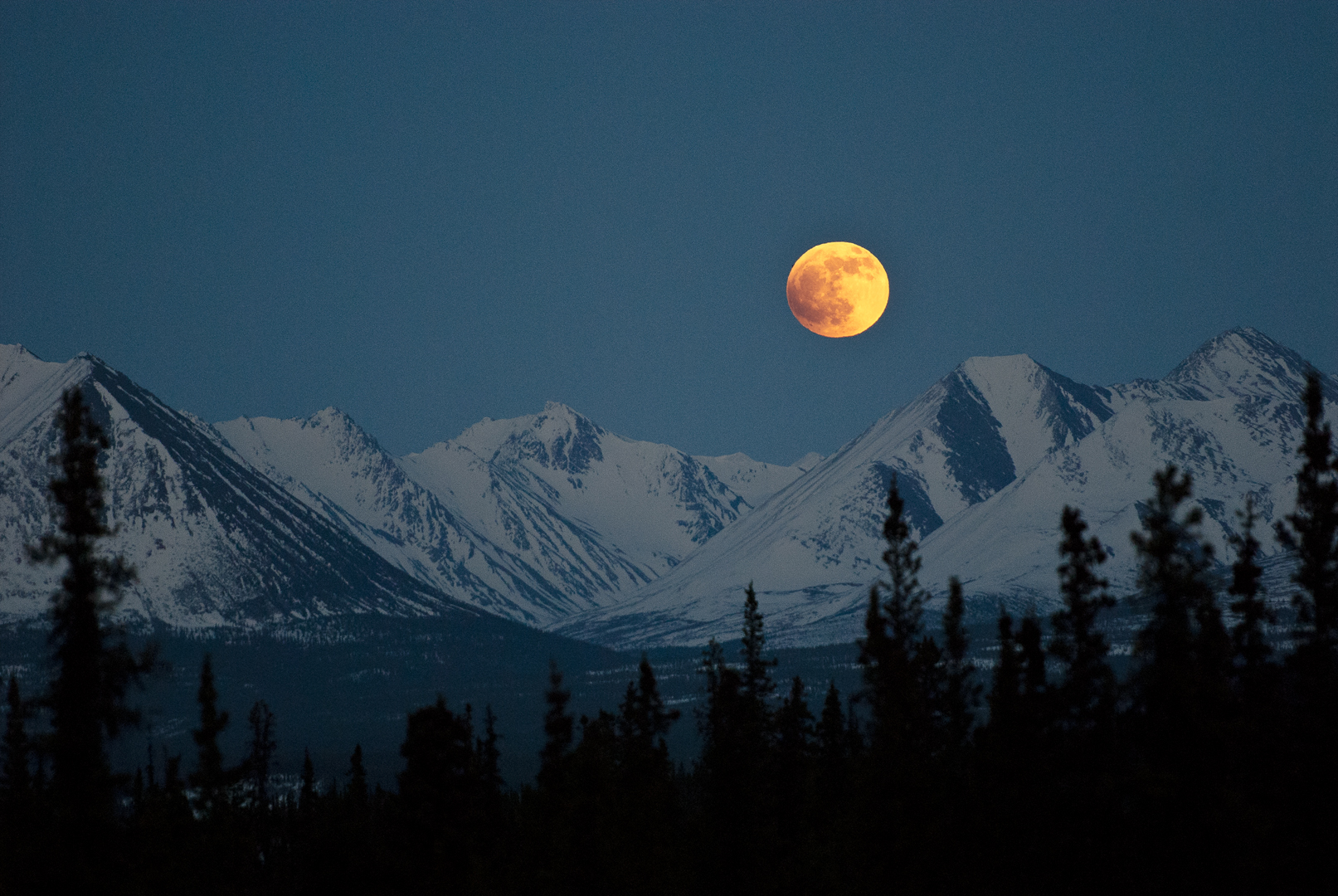
Plenilunio di maggio

Il Wesak Aquariano è una festività mobile che viene celebrata analogamente nel periodo del plenilunio mentre il sole si trova nel segno del Toro, periodo che va dal 20 aprile al 21 maggio, ma la data esatta varia di anno in anno, ed è identificabile tramite consultazione delle effemeridi. Il Vesak buddhista viene celebrato durante il plenilunio del mese di maggio perché secondo la tradizione buddhista tutti e tre gli eventi della vita del Buddha ebbero luogo in quest'arco di tempo. Tale mese è chiamato Vaishaka in sanscrito, da cui deriva il nome Vesak.

## Storia e istituzione della festività
La Teosofia fu fondata da Helena Petrowna Blavatsky alla fine dell'800, che scrisse la Dottrina Segreta, un'opera monumentale che raccoglie tutti gli insegnamenti esoterici, dalla nascita dell'Universo allo sviluppo dell'Umanità, dalle leggi esoteriche che reggono il mondo alle diverse dimensioni dell'esistenza.
H.P. Blavatsky ricevette tutti questi insegnamenti, per lo più in maniera telepatica e chiaroveggente, dai Maestri della Fratellanza Bianca di Shamballa, soprattutto dai Maestri Morya e Kuthumi. Tale Fratellanza di Maestri risiede a Shamballa ed è guidata dal Cristo. Il Cristo, chiamato anche Maitreya, è l'Essere di Luce che governa lo sviluppo spirituale sul pianeta Terra, attraverso l'opera dei Maestri e di tutti gli uomini e donne capaci di sviluppare dentro sé stessi Amore e Saggezza e di diffonderli nel mondo.
Shamballa è sia una città di Luce che una dimensione della Coscienza, esiste su un piano vibratorio eterico, diverso da quello fisico, ma rimane comunque vicina al piano energetico della Terra.
I Maestri di Saggezza della Fratellanza Bianca indicarono alla Blavatsky l'importanza del Vesak e sottolinearono la necessità di farne una festività celebrata dall'intera umanità in quanto fondamentale per la realizzazione del Piano Divino sulla terra.
È Charles Leadbeater, un membro della Società Teosofica, con il suo libretto Alcuni insegnamenti fondamentali della Teosofia, che informò nel 1895 gli studiosi occidentali delle indicazioni sul Vesak dettate alla Blavastsky, in astrale, dai Maestri Morya e Kuthumi.
Prosecutori dell'opera di H.P. Blavatsky furono Annie Besant, Leadbeater e Alice A. Bailey.
Alice Bailey fu inizialmente emarginata da parte della Besant, e per questo venne espulsa dalla Società Teosofica, essendo in contatto con un Maestro sconosciuto ai precedenti, chiamato Djwhal Kool, detto anche il Tibetano, che avrebbe ispirato i suoi numerosi libri. Costui le avrebbe chiesto di partecipare alla stesura di testi di scienza esoterica per aiutare l'umanità a partecipare a una profonda trasformazione della coscienza a livello mondiale che, secondo questo maestro, dovrebbe avvenire tra il ventesimo e il ventunesimo secolo. Dopo un rifiuto iniziale, Alice Bailey lavorò alla sua prima opera intitolata Iniziazione umana e solare.
Alice Bailey fondò inoltre la Scuola Arcana, per promuovere gli studi esoterici e la meditazione.
Ancora oggi questa scuola è attiva in numerosi centri, in particolare a Londra, New York e Ginevra. L'opera di Alice Bailey, contenuta in una ventina di volumi, fu pubblicata al di fuori della Società Teosofica.

### Nuovo significato
Fu il Maestro Djwal Kool che comunicò in astrale ad Alice Bailey, a partire dal 1919, il nuovo significato da dare al Vesak. Accanto a quello tradizionale buddista, nel Wesak della Fratellanza Bianca di Shamballa, c'è la compresenza del Cristo, del Buddha e di tutti i Maestri e Maestre della Fratellanza che benedicono tutti coloro che si pongono interiormente in contatto.
Queste le parole testuali di Djwal Kool: «Cercate di fare del Wesak una festività universale e riconosciuta, utile a tutti gli uomini di tutte le fedi. È la festa in cui i due Capi Divini dell'oriente e dell'occidente collaborano ed operano nella più stretta unione... Le energie spirituali in quel momento sono disponibili in modo eccezionale».
Ogni anno, durante il plenilunio del segno del Toro, spiega Djwal Kool, detto Wesak viene celebrato in una valle alle pendici del Monte Kailash.
Quando l'ora del plenilunio si avvicina, a nord-est appare un punto luminoso che si avvicina sempre più rapidamente; al suo interno, si rende visibile la figura del Buddha che con la mano alzata in segno di benedizione si ferma a mezz'aria sulla roccia sacra mentre il Cristo intona un mantra segreto. La benedizione del Buddha, di Cristo e di tutta la Fratellanza Bianca si diffonde in tutta la valle, gli iris sbocciano e i presenti intonano mantra e preghiere che culminano con la Grande Invocazione.
Il Buddha benedicente rimane visibile per otto minuti, poi lentamente si allontana così com'è venuto, e quindi l'acqua benedetta viene distribuita ai presenti. Quest'acqua, che ha ricevuto ed immagazzinato l'Energia di Benedizione del Buddha e di tutti i grandi Esseri, rappresenta la continuità del legame tra Maestri, Discepoli ed esseri umani ed è un potente veicolo di energia positiva e di determinazione a proseguire il cammino. Dopodiché anche il Cristo e i Maestri e Maestre della Fratellanza Bianca abbandonano la valle fino all'anno successivo.
Alcuni ricercatori ritengono di aver individuato la valle del Wesak.
In merito a tale questione va precisato che tale evento, localizzabile nell'area del monte Kailash, non si sa nella valle ipotizzata nel sito indicato o in altre zone circostanti, non avviene sul piano fisico e materiale. Sia i partecipanti che i Maestri sono presenti nella valle con i loro corpi di Luce e un visitatore occasionale della valle non vedrebbe assolutamente nulla. Infatti, non c'è alcuna testimonianza di un simile assembramento sul piano fisico nell'area del Kailash in occasione del plenilunio del Toro; l'unico assembramento che avviene veramente sul piano fisico nell'area del monte Kailash è in occasione del Saka Dawa Tibetano che non corrisponde però come data con il plenilunio del Toro (avviene in giugno), né tantomeno come rituale.
Anche il fiorire degli iris, durante la cerimonia del Wesak, avviene ovviamente sul piano eterico. Sull'altopiano del Kailash a 4500 metri di altitudine, in aprile e maggio non cresce un filo d'erba, le temperature sono polari e le valli sono spazzate dal venti gelidissimi.
Il Maestro Djwhal Kool, attraverso l'opera di A. Bailey, richiama al massimo sforzo per divulgare la conoscenza del Wesak e la sua celebrazione e a partire dal 1936 invita a diffondere la Grande Invocazione per cercare di fermare la marea di odio e di aggressività che stava montando sempre di più. Il Wesak serve alla Fratellanza Bianca come canale di invocazione ed evocazione per poter intervenire in favore delle forze umane che si sono schierate con Essa e, in questo modo, contrastare la diffusione del male e l'operato della Loggia Nera. Egli deplorava che il numero di esseri umani chiamati a collaborare a questa generazione di pace fosse troppo scarso, sia per numero che per forza spirituale, per contrastare l'azione degli operatori del male che riuscirono ad evocare le forze emotive più oscure degli uomini.
Nel 1945, dopo la fine della seconda guerra mondiale, il Maestro Djwal Kool, tramite Alice Bailey, diede indicazioni affinché il Wesak venisse celebrato in forma pubblica da quante più persone possibili ogni plenilunio del Toro, affinché la potenza della Fratellanza di Shamballa potesse diffondersi rapidamente all'umanità. Dato che il segno del Toro copre buona parte del mese di maggio, generalmente il Wesak Acquariano divulgato dalla Bailey, coincide con le date della festa Buddista del Vesak. Quando invece il plenilunio del Toro cade nell'ultima decade di aprile allora le due feste non coincidono come date.
Nel 1946 il Tibetano indicò che erano necessari ancora 35 anni prima che il Wesak fosse celebrato pubblicamente in Occidente (1946 + 35 = 1981). Infatti il primo Wesak occidentale fu organizzato a Torino nel 1981 da Antonio Amerio, un uomo semplice che non sapeva nulla di questa profezia (anche perché le opere del Tibetano furono tradotte in italiano solo successivamente, nel 1985).
Questo esempio fu poi seguito da molte altre città europee e statunitensi. 

### La Grande Invocazione
Per un'adeguata preparazione al rituale, egli suggerì di recitare la seguente preghiera così denominata:
La Grande Invocazione
Dal punto di Luce entro la Mente di Dio

Affluisca luce nelle menti degli uomini.

Scenda Luce sulla Terra.
Dal punto di Amore entro il Cuore di Dio

Affluisca amore nei cuori degli uomini.

Possa il Cristo tornare sulla Terra.
Dal centro ove il Volere di Dio è conosciuto

Il Proposito guidi i piccoli voleri degli uomini;

Il Proposito che i Maestri conoscono e servono.
Dal centro che vien detto il genere umano

Si svolga il Piano di Amore e di Luce.

E possa sbarrare la porta dietro cui il male risiede.
Che Luce, Amore e Potere

ristabiliscano il Piano Divino sulla Terra.
Nella stessa opera di Alice Bailey (Esteriorizzazione della Gerarchia), si raccomanda di celebrare il Wesak anche al plenilunio di Giugno, in quanto dedicato specificamente al Bodhisattva (che, secondo i Buddhisti, è il Cristo dei Cristiani), che incarnò l'amore di Dio.